# Tale the Autumn Leaves Told
Tale the Autumn Leaves Told è un cortometraggio muto del 1908 diretto da Edwin S. Porter.

## Produzione
Il film fu prodotto dalla Edison Manufacturing Company.

## Distribuzione
Distribuito dalla Edison Manufacturing Company, il film - un cortometraggio di un paio di minuti - uscì nelle sale cinematografiche degli Stati Uniti l'11 aprile 1908.
È stato inserito in un'antologia della Kino Video dedicata ai film di Edison, un cofanetto di DVD di circa 14 ore dal titolo Edison: The Invention of the Movies (1891-1918) uscito sul mercato USA il 22 febbraio 2005